# Anna Canalis di Cumiana

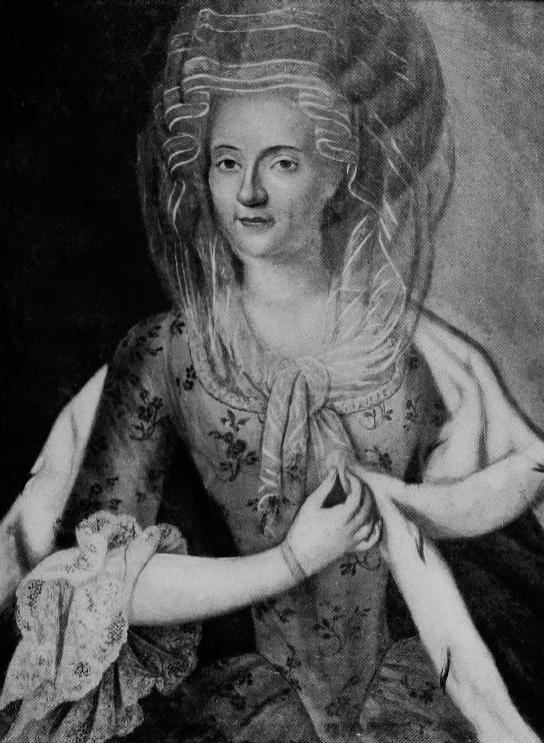
Anna Canalis di Cumiana

Anna Canalis di Cumiana, född 23 april 1680, död 13 april 1769, var en italiensk hovdam och adelsdam, gift 1730 med kung Viktor Amadeus II av Sardinien i ett morganatiskt äktenskap. 
Hon var dotter till Francesco Maurizio Canalis, greve av Cumania, och Monica Francesca San Martino d'Agliè. Hon utbildades i ett kloster i Turin och presenterades vid hovet 1695, där hon blev hovdam hos Maria Johanna av Savojen som Mademoiselle de Cumania.  Hon blev 1703 gift med Ignazio Francesco Novarina, greve av San Sebastiano, i ett äktenskap arrangerat av Maria Johanna av Savojen-Nemours som hade lagt märke till att kungen var förälskad i henne. Hennes första barn anses ha haft kungen till far, även om maken erkände dem som sina, och hon stod i kontakt med Viktor Amadeus genom en förtroendefull brevväxling. Hon lämnade hovet 1723 men efter att hon vid makens död 1724 fick ekonomiska svårigheter blev hon av kungen utsedd till hovdam hos kronprinsessan.   
År 1728 avled drottningen, och 1730 gifte hon sig med kungen i en hemlig ceremoni; äktenskapet var morganatiskt, och hon fick inte titeln drottning utan blev markisinna av Spigno. Äktenskapet offentliggjordes en tid senare och uppväckte stort missnöje vid hovet. Samma år abdikerade Viktor Amadeus till förmån för sin son och paret bosatte sig på ett slott utanför staden med endast ett litet hushåll, medan maken fortfarande hölls informerad om statens angelägenheter. År 1731 gjorde Viktor Amadeus på hennes uppmaning ett misslyckat kuppförsök för att försöka återta tronen från sin son. Viktor Amadeus blev då fängslad medan hon fördes till en institution för före detta prostituerade. Paret fick sedan återförenas i husarrest på ett slott. Maken ska ha utsatt henne för misshandel då han förebrådde henne för att ha övertalat honom till kuppförsöket. Hon blev änka 1732 och tillbringade de sista åren i kloster.             